# Riedel (Mondkrater)
Riedel ist ein Einschlagkrater auf der Mondrückseite.
Riedel liegt im Süden der erdabgewandten Seite, im Nordosten des großen Kraters Minkowski, in der Mitte zwischen Karrer in südlicher und Leavitt in nördlicher Richtung.
Der Kraterwall ist von kleineren, späteren Einschlägen gezeichnet, im Kraterinneren findet sich ein Zentralberg der Höhe von zirka 1,18 km. Die Entstehungszeit wird der nektarischen Periode zugerechnet.
Riedel hat drei Nebenkrater:
| Buchstabe | Position            | Durchmesser | Link |
| --------- | ------------------- | ----------- | ---- |
| G         | 49,02° S, 133,74° W | 25 km       |      |
| Q         | 49,96° S, 142,21° W | 23 km       |      |
| Z         | 47,47° S, 140,16° W | 30 km       |      |

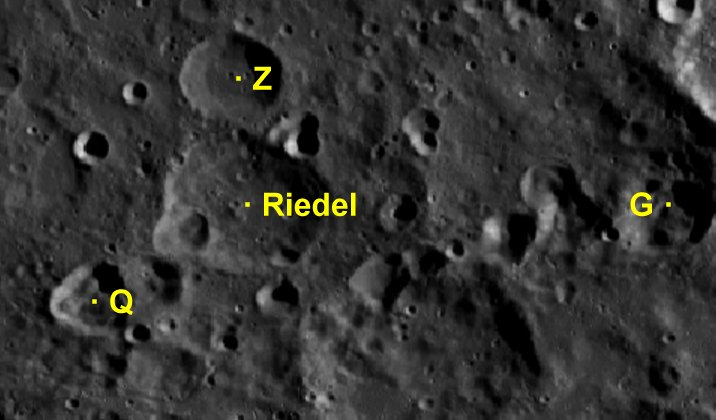
Riedel mit seinen Nebenkratern

Der Krater wurde 1970 von der IAU offiziell nach den deutschen Raketenkonstrukteuren Klaus Riedel und Walter Riedel benannt.